# Lohitzun-Oyhercq
Lohitzun-Oyhercq (em basco: Lohitzüne-Oihergi) é uma comuna francesa na região administrativa da Nova Aquitânia, no departamento dos Pirenéus Atlânticos. Estende-se por uma área de 17,73 km². Em 2010 a comuna tinha 203 habitantes (densidade: 11,4 hab./km²).